# 避病院 (青岛)
36°03′56.5″N 120°18′01.7″E / 36.065694°N 120.300472°E
避病院为青岛第一次日占时期（1914-1922）由日本人设计建造的一处医院，旧址位于中国山东省青岛市市南区嘉祥路3号，约建于1917-1918年，现为青岛中西医结合医院（青岛市第五人民医院）所使用，为青岛市文物保护单位 。

## 关于名称
该建筑在市级文物保护单位名单中的名称为“德国临时检疫所旧址”，原因是文物部门将建于日占时期的避病院旧址错误地认作德占时期建筑，而德占时期的临时检疫所今已不存。
“避病院”为日文词汇，意为隔离医院、传染病医院。

## 历史

高地营营门

### 清军广武前营
该址最初为章高元驻防青岛时期（1892-1897）清军所建设的广武前营，位于胶州湾东岸的高地上，营房布局与炮队营、嵩武中营其他营房相似，平面呈矩形，以夯土围墙围成。1897年11月14日，德国海军登陆青岛，从鸬鹚号巡洋舰上登陆的水兵控制了广武前营及其东北面的军火库，并迅速占领青岛。
德军占领后，将该营房改名为“高地营”（Höhenlager），继续作为兵营使用。海军第三营三连（3. Kompagnie des III. Seebataillons）曾在此驻扎。但清军营房低矮、潮湿，缺乏通风、供水、排水等设施，不符合德军标准。1898年9月25日的《法兰克福报》对高地营描述道：“……当夏日到来的时候，胶州的炎热完全与香港一样。在驻扎的高地营，士兵们在发出霉味的小屋中根本睡不着，夜里他们就把吊床架在树之间，或者直接懒散地躺在兵营的土墙上。中士坐在外面看士兵们打牌，直到他们再也熬不过困倦……”随着伊尔蒂斯兵营、俾斯麦兵营的建成及投入使用，高地营等原清军兵营逐渐不再作为营房使用。

### 临时检疫所与传染病院

高地营明信片，该营作为检疫所使用时，原清军兵营建筑可能已全部被拆除

1906年，为保证市内华人及小港内中国民船的卫生状况，防止疫情发生，胶澳总督府在高地营内设立了临时检疫所（provisorische Quarantänestation）。检疫所内设有一台巨型蒸汽消毒锅炉和一台可移动式灭鼠机，防疫设备均从德国国内订购，部分房舍可安置可能患病的人员。该检疫所离主城区较远，易于对外封闭，民船上的人员可乘船从紧靠检疫所北侧的阿克纳桥登陆到达检疫所，以避免陆路传染。
1914年日军占领青岛后，临时检疫所改为青岛日本陆军病院所属的传染病收容所，可收治100名传染病人。1918年6月改为青岛病院广岛町分院台西镇传染病分室，1920年3月改为青岛病院台西镇分院，可收治200名病人。现存的避病院旧址约建于1917-1918年间，此处建筑在1916年绘制的城市规划图中被列入第一期工事第17项建筑项目。
1922年12月，该医院由胶澳商埠督办公署接管，改名为胶澳商埠传染病院。1925年10月改称市民传染病院，1928年6月复名胶澳商埠传染病院。1929年，胶澳商埠传染病院改名为青岛特别市市立传染病院。1931年，市立传染病院改为青岛市市立医院第一分院，1933年7月又改称青岛市立传染病院。1938年1月，传染病院再次被日军占用，由日本同仁会防疫处兼管。1945年8月日本投降后于12月由青岛市卫生委员会接管。1958年8月，传染病院迁入四方区抚顺路新建的传染病治疗基地（今抚顺路9号青岛市第六人民医院），青岛市海滨医院迁入台西镇原传染病院址，改名为青岛市台西医院。1983年7月9日更名为青岛市第五人民医院，1986年8月11日命名为山东省青岛中西医结合医院至今。2005年2月5日，避病院旧址列入第七批青岛市文物保护单位。

## 建筑特色
避病院旧址现由一栋主楼和两栋长条形平房组成。主楼单层，花岗岩蘑菇石砌基，正立面朝向东南方，三段式对称布局，主入口为拱门，位于中央，上方起三角形山墙，以花岗岩条石和网格纹样装饰，两翼开有花岗岩条石装饰的双联长窗。坡屋顶以牛舌瓦覆盖，设有波浪形老虎窗。

## 图集
- 避病院旧址正立面
- 刻有“德国临时检疫所旧址”的文保标志碑
- 附属建筑全景（中间为增建）
- 附属建筑，其一（东端）
- 附属建筑，其一（西端）
- 附属建筑，其二（北立面）